# 1243 Pamela
1243 Pamela este un asteroid din centura principală, descoperit pe 7 mai 1932 de Cyril Jackson.